# Гирос
Гирос (грч. γύρος [ˈʝiros], округао, у круг, омотан, обавијен) је традиционално грчко јело од меса печено на вертикалном ражњу, обично се служи као сендвич, са парадајзом, луком и цацики сосом, умотан у пита хлеб (грчка верзија танког округлог хлеба, односно лепиње).
Да би се испекли, комади меса се налазе на високом вертикалном ражњу, који се окреће испред извора топлоте, обично електричног грејача. Ако месо није довољно масно, траке сланине се додају тако да печено месо увек остаје сочно и хрскаво. Брзина печења може се подесити регулисањем различите снаге топлоте и растојање између извора топлоте и меса, на овај начин кувар може да се прилагоди различитим стопама потрошње. Печено месо се са вертикалног ражња сече на мале сочне и хрскаве комадиће који се стављају у питу. Пита се обично служи подмазана, благо печена и топла. Кувар на длан ставља посебни папир на њега печену питу па месо, преко меса се ставља парадајз, црни лук, печени кромпир или помфрит на крају се пита увија заједно са папиром који се на крају налази око пите. У гирос се на крају кашиком убацује цацики сос или павлака.

## Порекло
Гирос води порекло од турског донер ћевапа, а првобитно је донесен у Солун одакле се у разним варијацијама раширио по целој Грчкој као и на Кипру. У Грчкој, месо је обично свињско или јагњеће, али могу понегде да се виде пилетина или телетина, док је на Кипру гирос најчешће од свињетине или пилетине. У Атини, а и широм Грчке, „гирос пита“ ће поред меса садржати цацики, парадајз, лук и пржена кромпир. Међутим, нека места нуде различите алтернативе класичним састојцима. Гирос пита са свињетином ће бити сервиран са сосом цацики, док додаци пилетини варирају од продавнице до продавнице, али се најчешће употребљава мајонез помешан са сенфом, под називом "σως" или „сос“ на грчком.

### Варијације
На острву Крит, свињско месо је најпопуларније за пуњење, иако у неким већим градовима (посебно у граду Ханија) постоји и пилетина као алтернатива.
На грчком острву Кос, у Егејском мору, мештани у питу стављају пилетину и додају пржени кромпир. Величина гироса зависи од места до места као што зависи и однос састојака и њихова количина. У новије време праве се разне варијације и експериментише се са разним састојцима јер се у питу може ставити све као у хамбургер. У неким ресторанима се могу наћи овакви савремени гироси са чудним укусима од туна гироса до „лаког“ гироса за оне који држе дијете.

## Галерија
- Гирос послужен уз помфрит
- Два гироса
- Штанд са гиросом (лево)
- Гирос послужен у чинији
- Гирос радња (у средини) у Брајтону
- Христос Полидорос, изумитељ модерног грила за гирос
- Припрема гироса од јагњећег меса